# Чуриково (Большесвятцовское сельское поселение)
 Чуриково — деревня в Болшесвятцовском сельском поселении Торжокского района Тверской области.

## История
В 1853 году деревня Чурикова имела 13 дворов, южнее неё находился хутор Поколово в 1 двор.
Согласно «Списку населённых мест Новоторжского уезда» деревня относилась к Новоторжской волости.
В 1914 году деревня относилась к приходу Троицкой церкви в Дальней Троице.
До 2005 года деревня входила в Большесвятцовский сельский округ.

## Население
| 2010 |
| ---- |
| 7    |